# Eria stenobulba
Eria stenobulba är en orkidéart som beskrevs av Rudolf Schlechter. Eria stenobulba ingår i släktet Eria och familjen orkidéer. Inga underarter finns listade i Catalogue of Life.